# Zwarte reuzenmier
De zwarte reuzenmier (Camponotus vagus, synoniemen Formica fuscoptera en Formica pubescens) is een mierensoort. De werksters variëren nogal in grootte, en kunnen van 6 tot 12 millimeter lang worden.

## Levenswijze
Zwarte reuzenmieren maken hun nesten meestal in houtspleten. Volken hebben vaak meerdere koninginnen, met name in zuidelijker streken.

## Voorkomen
Zwarte reuzenmieren komen voor op zonrijke plaatsen in bossen, en zijn meer warmteminnend dan gewone reuzenmieren. De kern van het verspreidingsgebied is Midden- en Zuid-Europa. In Nederland is de zwarte reuzenmier uitgezet in de Kennemerduinen in 1972 en kan zich sindsdien handhaven. In Haaksbergen werd in 1999 een populatie gevonden in een plantsoen in een spoorbiels, die weer verdween in 2004 samen met de spoorbiels. Een nieuwe populatie is in 2004 gevonden in Schin op Geul in een spoorbiels vlak bij het station. Mogelijk is hier sprake van een vestiging op eigen kracht. De bielzen zijn namelijk voordat ze zijn gelegd zo bewerkt dat overleving daarin niet mogelijk is. Uit België is één actief volk bekend uit Tildonk, dat drie jaar is opgevolgd, en waarschijnlijk als adventief moet worden aangemerkt.